# Trinity (Alabama)
Trinity é uma cidade  localizada no estado americano de Alabama, no Condado de Morgan.

## Demografia
Segundo o censo americano de 2000, a sua população era de 1841 habitantes.
Em 2006, foi estimada uma população de 1887, um aumento de 46 (2.5%).

## Geografia
De acordo com o United States Census Bureau, a localidade tem uma área de 9,4 km², sem área coberta por água. Trinity localiza-se a aproximadamente 185 m acima do nível do mar.

## Localidades na vizinhança
O diagrama seguinte representa as localidades num raio de 24 km ao redor de Trinity.